# Charles Grinstead
Charles Walder Grinstead (Teignmouth, 1º dicembre 1860 – Nikenbah, 16 marzo 1930) è stato un tennista britannico.

## Biografia
Figlio del reverendo anglicano Charles Grinstead, studiò all'Università di Oxford su mandato del genitore, che sperava di renderlo a sua volta reverendo. Durante gli anni a Oxford si appassionò al tennis e si dimostrò un giocatore talentuoso, vincendo anche i tornei indetti dall'università.
Partecipò alle edizioni del torneo di Wimbledon del 1883 e del 1884, distinguendosi in entrambe le occasioni: nel singolare del 1883 giunse in semifinale, venendo sconfitto dal futuro campione Ernest Renshaw (6-0, 3-6, 0-6, 2-6), mentre nell'edizione successiva si prese la rivincita su Renshaw (2-6, 6-4, 6-2, 6-3) ma venne sconfitto nella finale All-comers da Herbert Lawford (5-7, 6-2, 2-6, 7-9).
Nello stesso 1884 terminò gli studi ad Oxford, ma non volendo seguire la carriera religiosa impostagli dal padre decise di emigrare prima in Canada e infine negli Stati Uniti d'America, stabilendosi in Idaho. Durante il soggiorno statunitense riprese brevemente la sua carriera tennistica nei primi anni 1890, con alcuni successi a livello locale. Rimase in America fino al 1899, convertendosi alla fede episcopale e divenendo un facoltoso commerciante, tuttavia emigrò nuovamente prima in Nuova Zelanda e infine in Australia, acquistando una vasta tenuta a Nikenbah, nella regione di Fraser Coast, dove morì nel 1930.